# NGC 5196
NGC 5196 este o galaxie lenticulară situată în constelația Fecioara. A fost descoperită în 12 aprilie 1864 de către Albert Marth.